# ظاهرة كهروحرارية
هذه الظاهرة ظاهرة كهروحرارية تعنى باستخدام التيار كهربائي للتبريد الحراري.
و هي ظاهرة اكتشفها العالم الفرنسي جيان بيلتير أو بيلتير (أو بلتييه حيث أن ال r لا تلفظ هنا) وهي فحواها ان مرور تيار كهربائي في معدنين مختلفين بالعوامل الحرارية يؤدي إلى انتقال الحرارة من معدن إلى الآخر. وعندها يكون لدينا جهة ساخنة والأخرى باردة.
بناء على هذا التاثير تعمل كثير من المبردات في الأجهزة الإلكترونية.

## فوائد هذه الطريقة
- تحتاج مساحة صغيرة
- لا تحتاج مواد تبريد اضافية*
- باستخدام منظم تيار يمكن تعيير الحراة بدقة
- ممكن بعكس اتجاه التيار ان نسخن بدل أن نبرد

## تطبيقات هذه الظاهرة
- أشعة التصوير السينية
- في الأجهزة الطبية وأجهزة التحليل الطبي
- تبريد أجهزة الليزر
- تبريد الممواد الغذائية

## تأثير (ظاهرة) سيبك
عند توصيل سلكين من معدنين مختلفين (يسمى ازدواج حراري) من كلا الطرفين لتشكيل نهايتين وتسخين إحدى النهايتين، فإنه يمر تيار مستمر في الدائرة.
إذا قطعت الدائرة من المنتصف فإن جهد الدائرة المفتوحة (يسمى جهد سيبك) يكون دالة تعتمد على درجة حرارة الوصلة وعلى نوع المادتين. ويشار إلى أن جميع المواد غير المتشابهة لها هذا التأثير.
أما بالنسبة للتغيرات الصغيرة في درجة الحرارة فيتناسب جهد سيبك خطياً مع درجة الحرارة:
Δe = αΔT
حيث α تسمى معامل سيبك وهي ثابت التناسب.